# Two Rivers (Wisconsin)
Two Rivers és una població dels Estats Units a l'estat de Wisconsin. Segons el cens del 2000 tenia 12.639 habitants.

## Demografia
Segons el cens del 2000, Two Rivers tenia 12.639 habitants, 5.221 habitatges, i 3.414 famílies. La densitat de població era de 860,7 habitants per km².
Dels 5.221 habitatges en un 30,7% hi vivien nens de menys de 18 anys, en un 52,8% hi vivien parelles casades, en un 8,9% dones solteres, i en un 34,6% no eren unitats familiars. En el 29,4% dels habitatges hi vivien persones soles el 14,1% de les quals corresponia a persones de 65 anys o més que vivien soles. El nombre mitjà de persones vivint en cada habitatge era de 2,4 i el nombre mitjà de persones que vivien en cada família era de 2,98.
Per edats la població es repartia de la següent manera: un 25,6% tenia menys de 18 anys, un 7,8% entre 18 i 24, un 27,4% entre 25 i 44, un 22,4% de 45 a 60 i un 16,8% 65 anys o més.
L'edat mediana era de 38 anys. Per cada 100 dones de 18 o més anys hi havia 92 homes.
La renda mediana per habitatge era de 39.701 $ i la renda mediana per família de 48.241 $. Els homes tenien una renda mediana de 35.378 $ mentre que les dones 23.605 $. La renda per capita de la població era de 18.908 $. Aproximadament el 4,2% de les famílies i el 6,3% de la població estaven per davall del llindar de pobresa.

## Poblacions més properes
El següent diagrama mostra les poblacions més properes.